# Brug 441
Brug 441 is een vaste brug in Amsterdam-Oost.
Het bouwkundig kunstwerk ligt in de Hugo de Vrieslaan en ligt over een afwateringstocht van de Molenwetering. De brug houdt het midden tussen een brug en duiker (duikerbrug). Ze hangt dermate laag boven het water dat doorvaart anders dan met kano niet mogelijk is.
De brug werd ontworpen door Piet Kramer van de Dienst der Publieke Werken en in 1949 geplaatst. Het bouwwerk is uitgevoerd in baksteen in de stijl van de Amsterdamse School. Opvallend detail aan de brug is de smeedijzeren balustrade, waarvan de bovenste horizontale buizen een hangend draperend ontwerp kreeg en aan de uiteinden de borstwering indalen. Soortgelijke leuningconstructies paste Kramer veelal toe bij zijn betonnen bruggen in het Amsterdamse Bos. De brug is bijna 28 meter breed, de "doorvaartbreedte" is amper 3 meter. De brug werd samen met brug 436 aanbesteed in januari 1949 en in februari begonnen de heiwerkzaamheden.
Over de brug reden in 2021 buslijnen 37, 40, 65 en verschillende streekbussen.

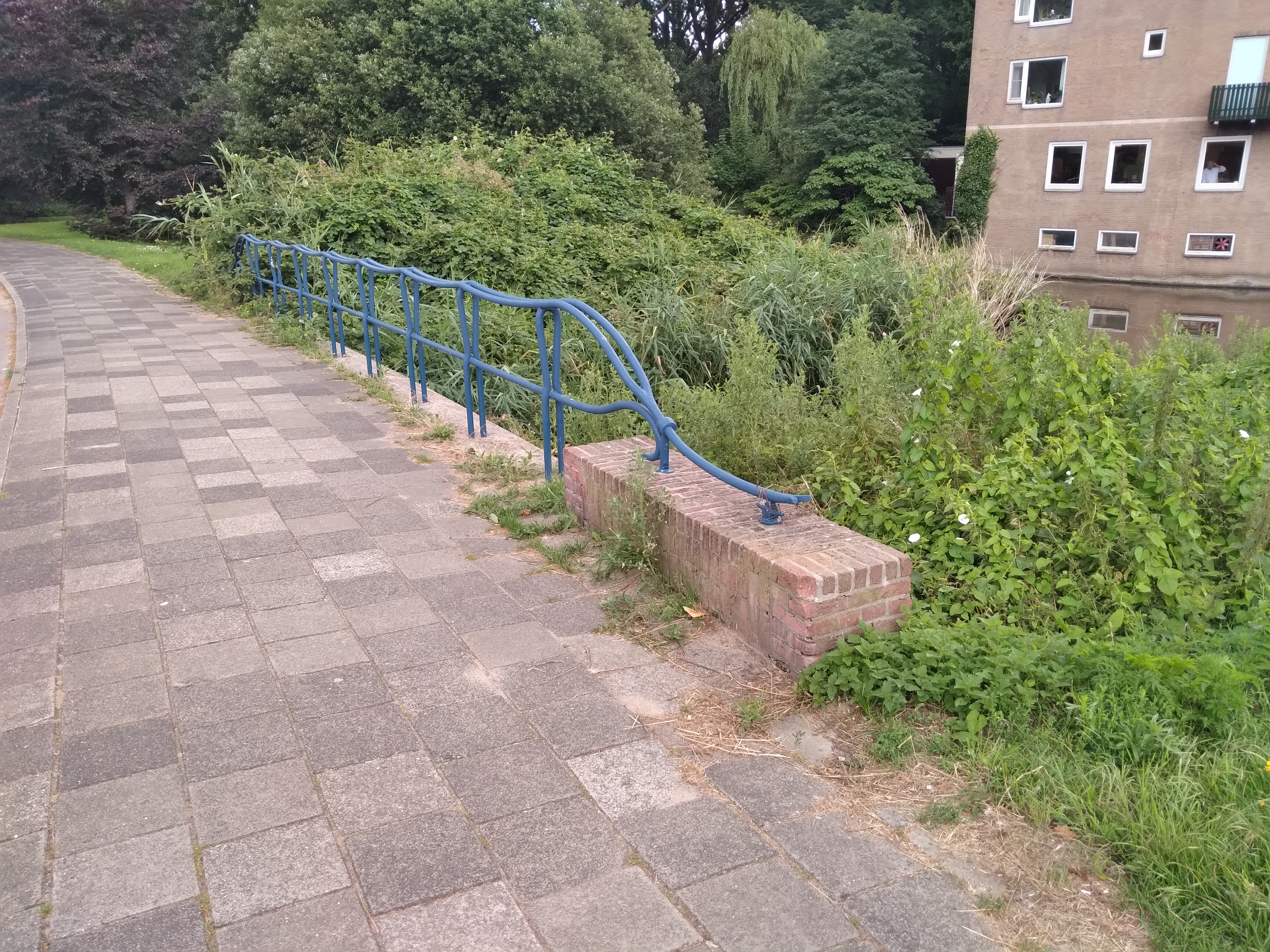
Leuning Brug 441 (juli 2021)

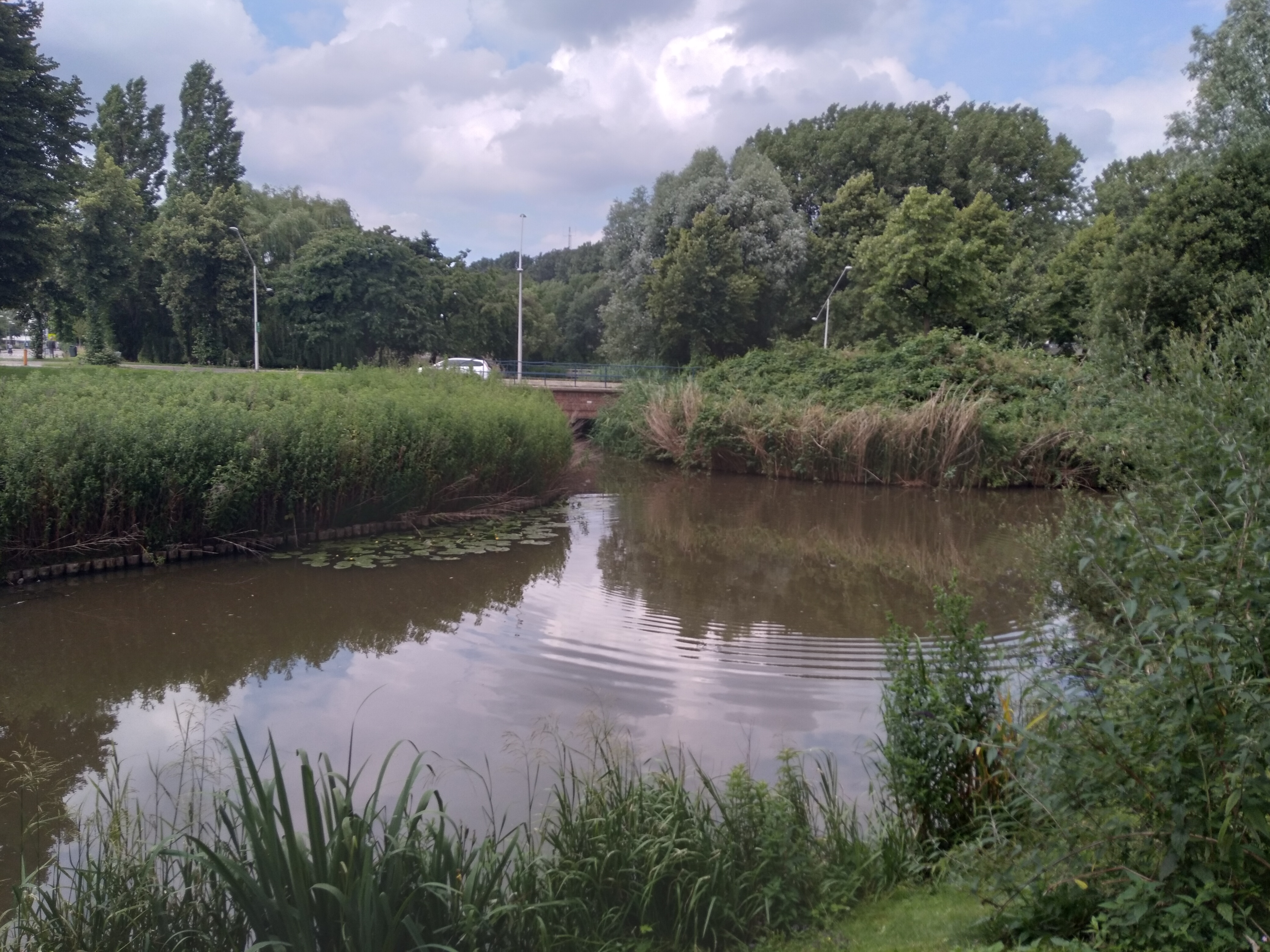
Brug/duiker 441 vanuit het zuiden (juli 2021)

<<< · 400 · 401 · 402 · 403 · 404 · 405 · 406 · 407 · 408 · 409 · 410 · 411 · 413 · 414 · 415 · 416 · 417 · 418 · 419 · 420 · 421 · 422 · 423 · 424 · 425 · 427 · 429 · 430 · 431 · 432 · 433 · 434 · 435 · 436 · 437 · 438 · 439 · 440 · 441 · 442 · 443 · 444 · 445 · 446 · 447 · 448 · 449 · 450 · 451 · 452 · 453 · 454 · 455 · 456 · 457 · 458 · 459 · 460 · 461 · 462 · 463 · 464 · 465 · 466 · 469 · 470 · 471 · 472 · 473 · 474 · 475 · 476 · 478 · 479 · 480 · 482 · 483 · 485 · 486 · 487 · 488 · 489 · 490 · 491 · 492 · 493 · 494 · 495 · 496 · 497 · 499 · >>>
Brugnummers 412, 426, 428, 467, 468, 477, 481, 484 en 498 zijn niet (meer) vergeven.